# Thomas Stålhandske
Thomas Stålhandske, född 12 juni 1911 i Västervik, död 4 november 1977 i Kalmar, var en svensk officer i Flygvapnet.

## Biografi
Stålhandske blev fänrik i Flottan år 1932 och underlöjtnant år 1934. År 1934 övergick han till Flygvapnet, och befordrades till löjtnant år 1936. År 1940 befordrades han till kapten vid Göta flygflottilj (F 9). År 1946 till major vid Skånska flygflottiljen (F 10). År 1950 till överstelöjtnant och överste år 1955.
Mellan åren 1954 och 1966 var han flottiljchef för Kalmar flygflottilj. Efter sin aktiva karriär inom försvaret var han år 1966 ledamot vid Försvarets haverikommission. Stålhandske omkom tillsammans med sin son Didrik i en bilolycka.
Stålhandske gifte sig år 1941 med Birgitta Sandels och tillsammans hade de tre barn, Vibeke, Didrik och Ebba.

## Utmärkelser
- Kommendör av första klass av Svärdsorden, 6 juni 1963.[1]